# Dovrefjell
Dovrefjell é uma cordilheira no centro da Noruega que forma uma barreira natural entre Trøndelag e o restante do país, a região de Trøndelag foi o centro político e religioso da Noruega durante toda a Era Viquingue, e como resultado, foi fortificada e saqueada diversas vezes. Várias pousadas de montanha foram criadas na Idade Média para abrigar peregrinos em viagem para Trondheim, e existem ainda ruínas de uma antiga colônia para doentes de hanseníase na zona norte. A região está integrada em parques nacionais como o Parque Nacional Dovrefjell-Sunndalsfjella, o Parque Nacional de Rondane e o Parque Nacional Drove.